# Kimberly Budinsky

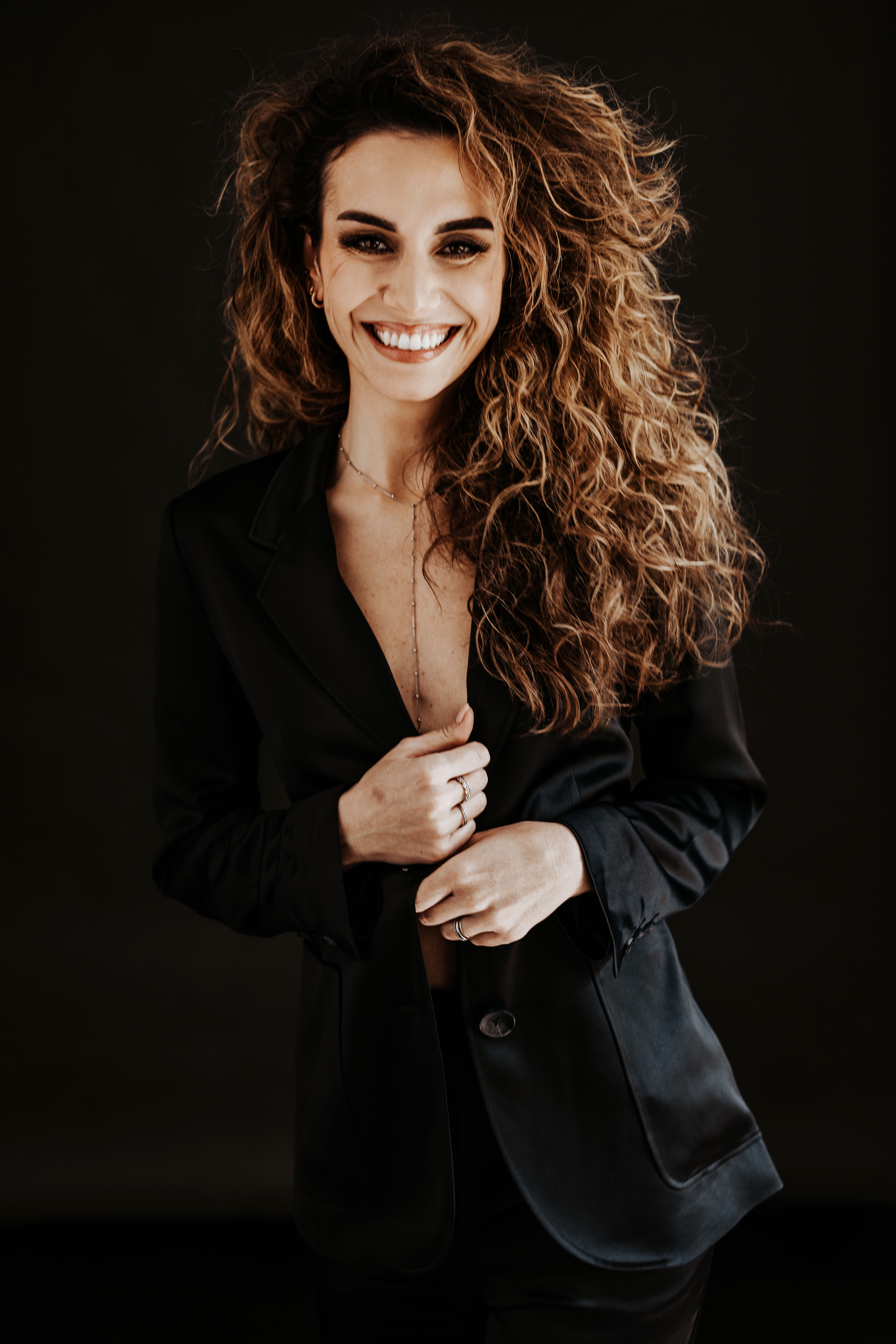
Kimberly Budinsky

Kimberly Budinsky (* 20. März 1995 in Wien) ist eine österreichische Moderatorin und Sportjournalistin.

## Karriere
Nach der Matura zog Budinsky nach New York, wo sie 2015 am Lee Strasberg Theatre and Film Institute ihre Ausbildung zur Schauspielerin und Musicaldarstellerin absolvierte. 2016 wurde sie zur Miss Vienna und Miss Earth Austria gewählt. Sie arbeitete als Moderatorin bei Krone.TV, Kronehit, Puls4 und zahlreichen Off-Air Events. Im März 2020 wurde sie das neue Gesicht der Krone.TV Sport News. Seit Juni 2021 ist Budinsky Moderatorin bei Sky Sport Austria, wo im März 2022 ihr erstes eigenes Talk-Format „Riesenrad“ startete. Dort trifft sie österreichische Sportler zum persönlichen Gespräch im Wiener Riesenrad. Als ersten Gast begrüßte sie den „Abfahrtskaiser“ Franz Klammer. Im Sommer 2023 ist mit „Abseits“ ihr zweites eigenes Talk-Format bei Sky Sport Austria gelauncht worden. Darüber hinaus ist sie für Sky Sport Austria als Field-Moderatorin der Fußball-Bundesliga (Österreich) sowie der UEFA Champions League im Einsatz. 
Im Februar 2024 wurde Kimberly Budinsky für die Cover-Story der Oberösterreicherin und Niederösterreicherin erstmals zu ihrem Werdegang als Moderatorin und Sportjournalistin interviewt.

## Privat
Kimberly Budinsky lebt in Wien und ist seit dem 5. Juni 2022 mit Tormann Christoph Haas verheiratet.